# Brice Wembangomo
Brice Wembangomo (Kinsasa, 18 de diciembre de 1996) es un futbolista noruego de origen congoleño. Su posición es la de defensa y su club es el BK Häcken de la Allsvenskan de Suecia.

## Trayectoria
El 3 de enero de 2022 se hizo oficial su llegada al F. K. Bodø/Glimt firmando un contrato hasta 2024.

## Estadísticas

### Clubes
Actualizado al último partido jugado el 30 de octubre de 2022.
| Sarpsborg 08 FF · Noruega | 1.ª           | 2014          | 1   | 0 | - | - | -  | - | 1   | 0 | 0    |
| Sarpsborg 08 FF · Noruega | Total club    | Total club    | 1   | 0 | 0 | 0 | 0  | 0 | 1   | 0 | 0    |
| Fredrikstad FK · Noruega | 2.ª           | 2016          | 9   | 0 | - | - | -  | - | 9   | 0 | 0    |
| Fredrikstad FK · Noruega | Total club    | Total club    | 9   | 0 | 0 | 0 | 0  | 0 | 9   | 0 | 0    |
| FK Jerv · Noruega | 2.ª           | 2017          | 30  | 0 | 2 | 0 | -  | - | 32  | 0 | 0    |
| FK Jerv · Noruega | 2.ª           | 2018          | 28  | 1 | - | - | -  | - | 28  | 1 | 0,04 |
| FK Jerv · Noruega | Total club    | Total club    | 58  | 1 | 2 | 0 | 0  | 0 | 60  | 1 | 0,02 |
| Sandefjord · Noruega | 1.ª           | 2019          | 17  | 0 | 1 | 0 | -  | - | 18  | 0 | 0    |
| Sandefjord · Noruega | 1.ª           | 2020          | 18  | 0 | - | - | -  | - | 18  | 0 | 0    |
| Sandefjord · Noruega | 1.ª           | 2021          | 24  | 0 | - | - | -  | - | 24  | 0 | 0    |
| Sandefjord · Noruega | Total club    | Total club    | 59  | 0 | 1 | 0 | 0  | 0 | 60  | 0 | 0    |
| F. K. Bodø/Glimt · Noruega | 1.ª           | 2022          | 28  | 2 | 4 | 0 | 18 | 1 | 50  | 3 | 0,06 |
| F. K. Bodø/Glimt · Noruega | Total club    | Total club    | 28  | 2 | 4 | 0 | 18 | 1 | 50  | 3 | 0,06 |
| BK Häcken · Suecia | 1.ª           | 2025          | 0   | 0 | 0 | 0 | -  | - | 0   | 0 | 0    |
| BK Häcken · Suecia | Total club    | Total club    | 0   | 0 | 0 | 0 | 0  | 0 | 0   | 0 | 0    |
| Total carrera | Total carrera | Total carrera | 155 | 3 | 7 | 0 | 18 | 1 | 180 | 4 | 0,01 |
| (1) Incluye datos de Copa de Noruega. (2) Incluye datos de Liga Europa de la UEFA y Liga de Campeones de la UEFA. (3) No incluye goles en partidos amistosos. |               |               |     |   |   |   |    |   |     |   |      |

## Palmarés

### Títulos nacionales
| Título         | Club             | País    | Año  |
| -------------- | ---------------- | ------- | ---- |
| Eliteserien    | F. K. Bodø/Glimt | Noruega | 2023 |
| Eliteserien    | F. K. Bodø/Glimt | Noruega | 2024 |
| Copa de Suecia | BK Häcken        | Suecia  | 2025 |